# Erik Andersen (forbryder)
 For alternative betydninger, se Erik Andersen. (Se også artikler, som begynder med Erik Andersen)
Erik Andersen (født 20. marts 1952), kendt som Lommemanden, er en norsk forbryder fra Bergen, der beskrives som "Norges største sexforbryder". Erik Andersen blev i 2010 idømt 9 års forvaring i den største sag om misbrug af børn i norsk retshistorie. Han blev dømt for over en længere periode at have begået 68 seksuelle overgreb. Hans tilnavn skyldes at talrige af overgrebene mod små drenge skete ved at drengene skulle stikke hånden ned i hans lomme.